# Casa al costat de l'església (Sant Pere Sallavinera)
La casa al costat de l'església està situada al costat de l'església parroquial de Sant Pere Sallavinera (Anoia), i està inclosa a l'Inventari del Patrimoni Arquitectònic de Catalunya.

## Història i descripció
Casa de planta rectangular amb el sostre a dues vessants construïda en pedra, que en alguns trams conserva l'arrebossat. La pedra és ben tallada als angles de les parets i és picada a les dovelles de la porta amb arc de mig punt i als balcons de la primera planta. A la reixa d'entrada hi ha la data 1892.
Té dos pisos (l'últim pot correspondre a golfes) i un petit ràfec de fusta amb mènsules de pedra.
És de destacar, al balcó central, el detall en pedra picada on hi figuren inscripcions on figuren noms poc llegibles, tres arcs punxats i a banda i banda d'aquests, dos rosetes de 6 pètals inscrits en cercles, tot en baix relleu.
La casa estat restaurada, però per la tipologia i els detalls de la finestra, semblants als d'una altra casa de la vila, es pot datar al segle xvii.